# Classe Takatsuki
Pour les articles homonymes, voir Takatsuki (homonymie).
La classe Takatsuki est une classe de destroyers construit pour la force maritime d'autodéfense japonaise dans les années 1960. Prédécesseur de l'actuelle classe Hatsuyuki, ils étaient principalement utilisés pour des tâches de lutte anti-sous-marine. 
Entre 1985 et 1988, les Takatsuki et Kikuzuki ont été équipés de missiles surface-air Sea Sparrow, de missile mer-mer Harpoon, de missiles antinavire Phalanx (uniquement pour le Kikuzuki), du nouveau radar de contrôle de tir FCS (FCS-2-12) et une TASS. Les Mochizuki et Nagatsuki faisaient initialement partie du programme de refonte, avant que celle-ci ne soit annulée. 

## Navires de la classe
| Bâtiment n° | Pennant number    | Nom       | Pose de la quille | Lancement      | Mise en service | Retrait                                                                          |
| ----------- | ----------------- | --------- | ----------------- | -------------- | --------------- | -------------------------------------------------------------------------------- |
| 2304        | DD-164            | Takatsuki | 8 octobre 1964    | 7 janvier 1966 | 15 mars 1967    | 16 août 2002                                                                     |
| 2305        | DD-165            | Kikuzuki  | 15 mars 1966      | 25 mars 1967   | 27 mars 1968    | 6 novembre 2003                                                                  |
| 2306        | DD-166 / ASU-7019 | Mochizuki | 22 novembre 1966  | 15 mars 1968   | 25 mars 1969    | Converti en navire auxiliaire le 16 mars 1995, retiré du service le 19 mars 1999 |
| 2307        | DD-167            | Nagatsuki | 2 mars 1968       | 19 mars 1969   | 12 février 1970 | 1er avril 1996 coulé comme cible le 3 août 1998                                  |